# Erich Kowal
Erich Kowal (* 18. April 1931 im Kreis Weißwasser) ist ein ehemaliger deutscher Funktionär der DDR-Blockpartei DBD. Er war langjähriger Vorsitzender des Bezirksvorstandes Frankfurt (Oder) der DBD.

## Leben
Kowal, Sohn eines Landwirts, qualifizierte sich zum Staatlich geprüften Landwirt an einer landwirtschaftlichen Fachschule und später zum Diplomlehrer für Marxismus-Leninismus.
1951 trat er der Demokratischen Bauernpartei Deutschlands (DBD) bei. Er arbeitete anfänglich in einer Maschinen-Ausleih-Station, dann als stellvertretender Vorsitzender des Rates des Kreises Lübben für Landwirtschaft.
Ab 1956 war er hauptamtlicher Funktionär der DBD, als Sekretär des Bezirksvorstandes Frankfurt (Oder) der DBD, dann als Leiter der Organisationsabteilung beim Parteivorstand der DBD. 1966/1967 war er stellvertretender Vorsitzender, von 1967 bis 1989 schließlich Vorsitzender des Bezirksvorstandes Frankfurt (Oder) der DBD sowie Abgeordneter des Bezirkstages. Von 1968 bis 1990 war er zudem Mitglied des Parteivorstandes der DBD.

## Schriften (Auswahl)
- Unser Anliegen: Hohes politisch-ideologisches Niveau der Neuwahlen. In: Der Pflüger, 1 (1979), S. 13 ff.
- Wirksame Unterstützung den Kollegen Abgeordneten. In: Der Pflüger, 7 (1981), S. 41 f.

## Auszeichnungen
- Vaterländischer Verdienstorden in Bronze (1969) und in Silber (1976)